# Phytomedicine: International Journal of Phytotherapy & Phytopharmacology
Phytomedicine: International Journal of Phytotherapy & Phytopharmacology (abreviado Phytomedicine) es una revista científica dedicada a los campos de fitofarmacología, fitoterapia y toxicología. La revista se publicó por primera vez en 1994. Según los Journal Citation Reports, el factor de impacto de este periódico era 3.126 en 2014. Su editor en jefe es Hildebert Wagner.